# HD 66341
HD 66341，又名CP-59 954，SAO 250064、HR 3152，是一颗恒星，视星等为6.33，位于銀經273.41，銀緯-15.43，其B1900.0坐标为赤經7h 57m 54.4s，赤緯-59° -15.43′ 54″。